# Bush (paisagem)

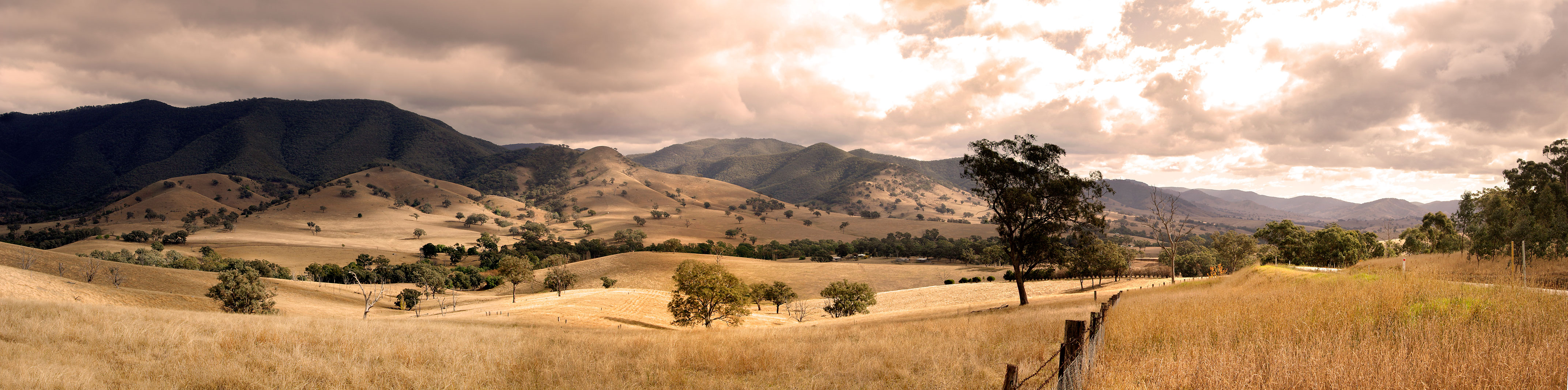
Uma típica vista do bush australiano

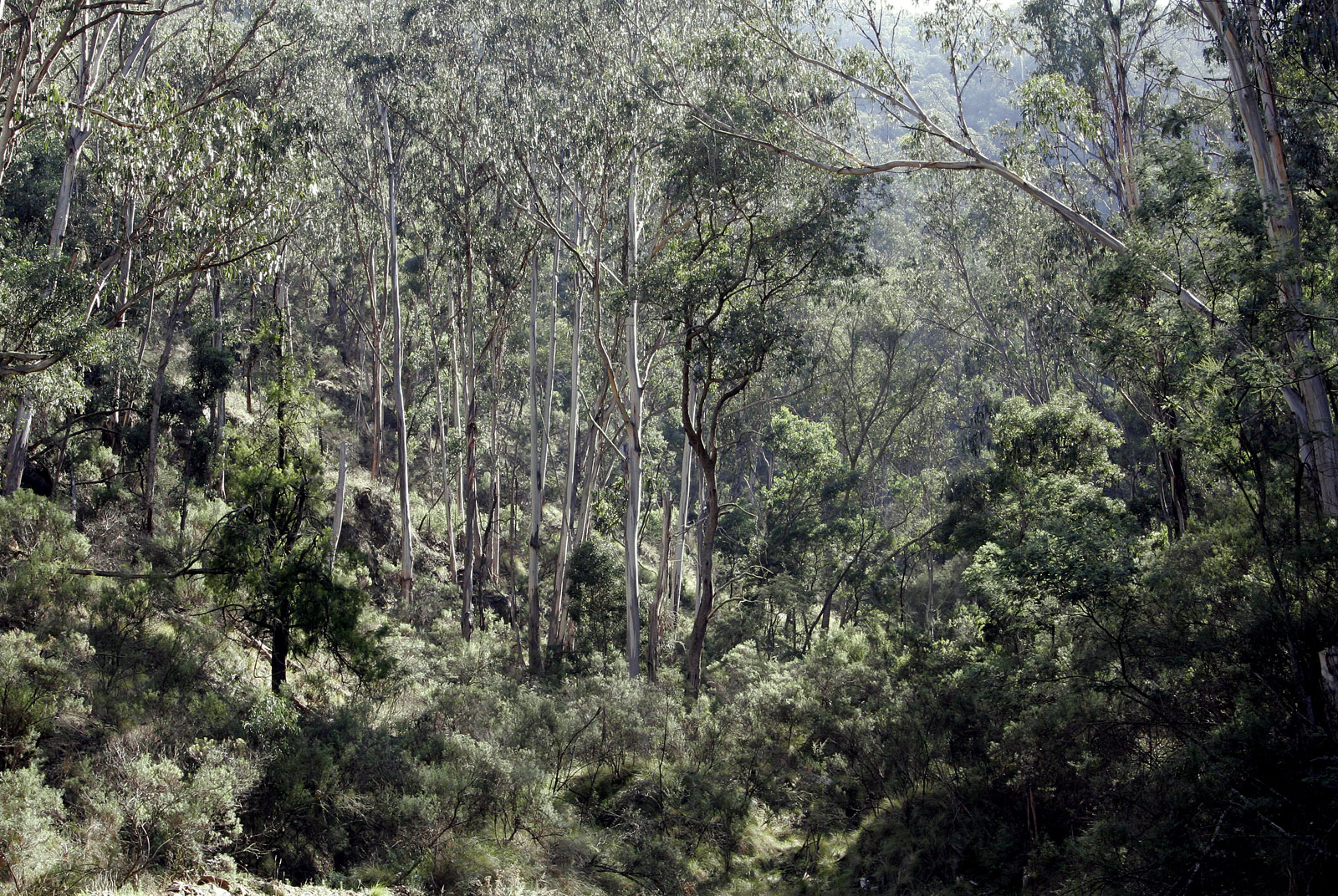
Outra vista do bush australiano

O termo bush (do inglês: bush, arbusto) ou brousse (do francês: brousse, arbusto) é utilizado em geografia rural para definir uma pradaria, savana ou floresta mediterrânea. O termo tem origem australiana e, inicialmente, os aborígenes australianos usavam-no para designar áreas florestais densamente coberta por árvores. Posteriormente, ele passou a designar o espaço imenso pouco povoado do país, e por arrasto, o ambiente natural e selvagem em contraposição ao civilizado e urbano.
Por extensão, nos países de língua inglesa, com tal termo é indicado todo o território rural muito extenso e pouco povoado, seja na Austrália, Nova Zelândia, África Austral (Namíbia, África do Sul, Botsuana), Canadá ou Alasca. O grau de desenvolvimento da vegetação é variável, pelo que o termo é mais apropriado em relação às zonas de fraca densidade populacional.